# Велике Сомалі

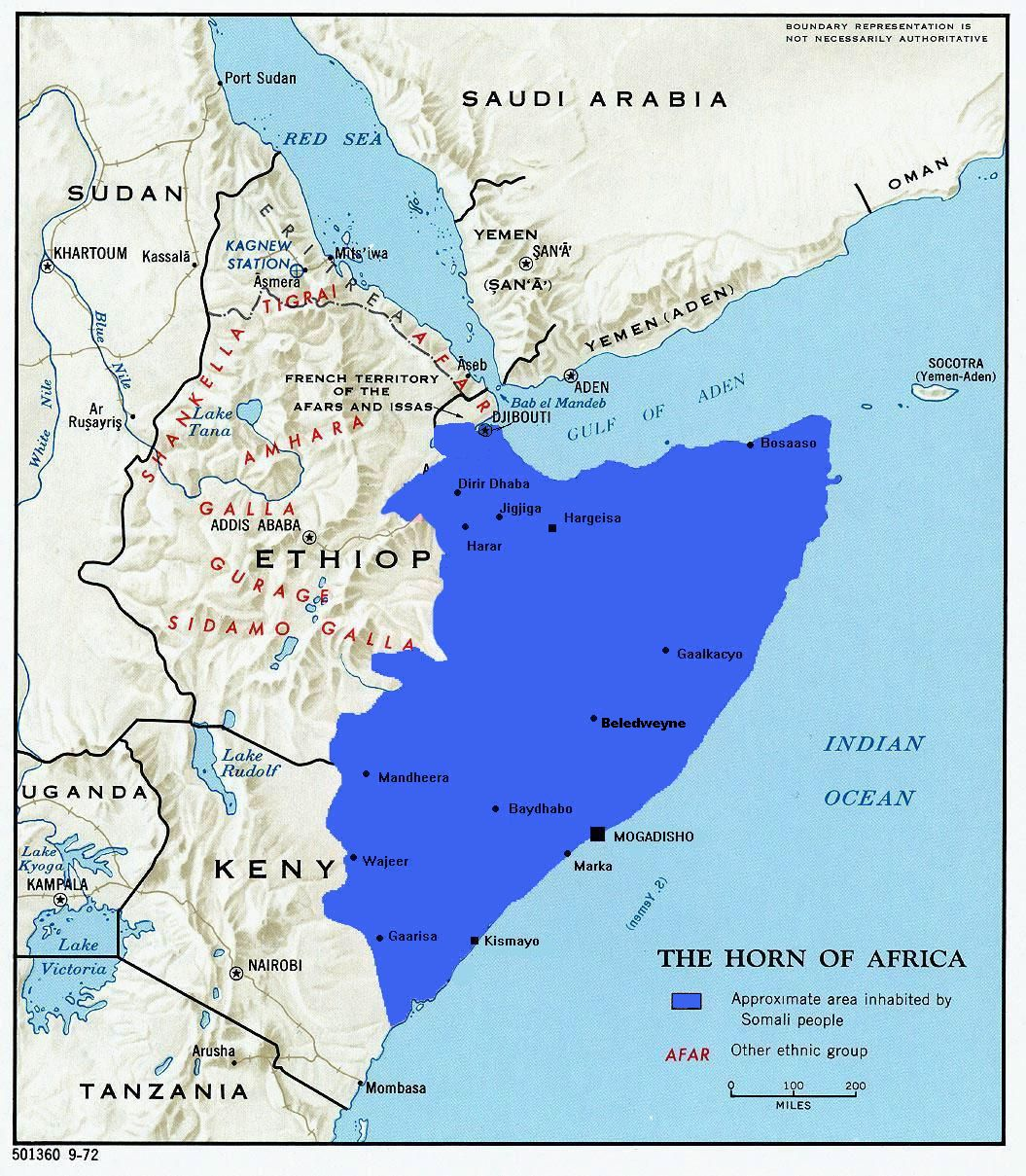
Приблизні межі розселення сомалійців

Велике Сомалі (сом. Soomaaliweyn 𐒈𐒝𐒑𐒛𐒐𐒘𐒓𐒗𐒕𐒒, араб. الصومال الكبرى, трансліт. al-Sūmāl al-Kubrā) — політичний термін, застосовуваний щодо можливої об'єднаної держави всіх корінних сомалійців, що включає в себе британське, італійське (останнім часом — Сомалі), французьке (останнім часом — Джибуті), ефіопське Сомалі (Огаден), а також північно-східну провінцію Кенії. Колись (зокрема, у зв'язку з активним сепаратизмом Огадену) були перспективи створення Великого Сомалі, але нині перспективи втрачені зважаючи на розпад Сомалі.
Підстава для проекту полягала в тому, що зона проживання сомалійських племен виходить далеко за межі держави Сомалі, також офіційно Сомалі ніколи не визнавало непорушність кордонів в Африці, ні при вступі до Організації Африканської Єдності в 1963, ні при ратифікації конституційного акту про вступ до реорганізованого з ОАЕ Африканського Союзу в 2001.